# Euplassa occidentalis
Euplassa occidentalis är en tvåhjärtbladig växtart som beskrevs av Ivan Murray Johnston. Euplassa occidentalis ingår i släktet Euplassa och familjen Proteaceae. Inga underarter finns listade i Catalogue of Life.